# Atira (deessa)

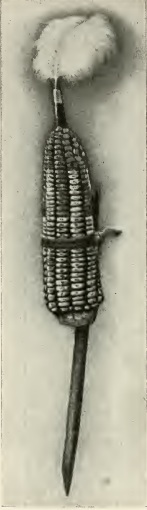
Símbol utilitzat per representar la dea Atira en la cerimònia Hako dels pawnee

Atira és la dea de la Terra en la cultura pawnee.
És l'esposa de Tirawa, el déu creador. La seva manifestació terrenal és el blat de moro, que simbolitza la vida que dona la Mare Terra.
Atira és venerada en una cerimònia anomenada Hako. En aquesta cerimònia s'utilitza una panotxa de blat de moro pintada de blau (per representar el cel) amb plomes blanques unides (per representar un núvol) com a símbol d'Atira.
És la mare d'Uti Hiata, que va ensenyar al poble pawnee l'agricultura (com fer eines i produir aliments).

## Llegat
- (16369) Atira, el primer asteroide conegut per tenir una òrbita íntegrament dins de la Terra, porta el nom d'Atira.[9]
- Un asteroide Atira o IEO (sigles d'Inner-Earth Object, 'Objecte interior a la Terra') és un cos menor, l'òrbita del qual està totalment continguda en l'òrbita terrestre.
- Atira Mons, una muntanya de Venus, porta el nom d'aquesta deessa.[10]
- Atira està inclosa entre les 999 dones que figuren al The Heritage Floor de The Dinner Party, de Judy Chicago. Està associada amb la deessa mare, la primera convidada de l'ala I de la taula[11]